# Großes Eichenkarmin

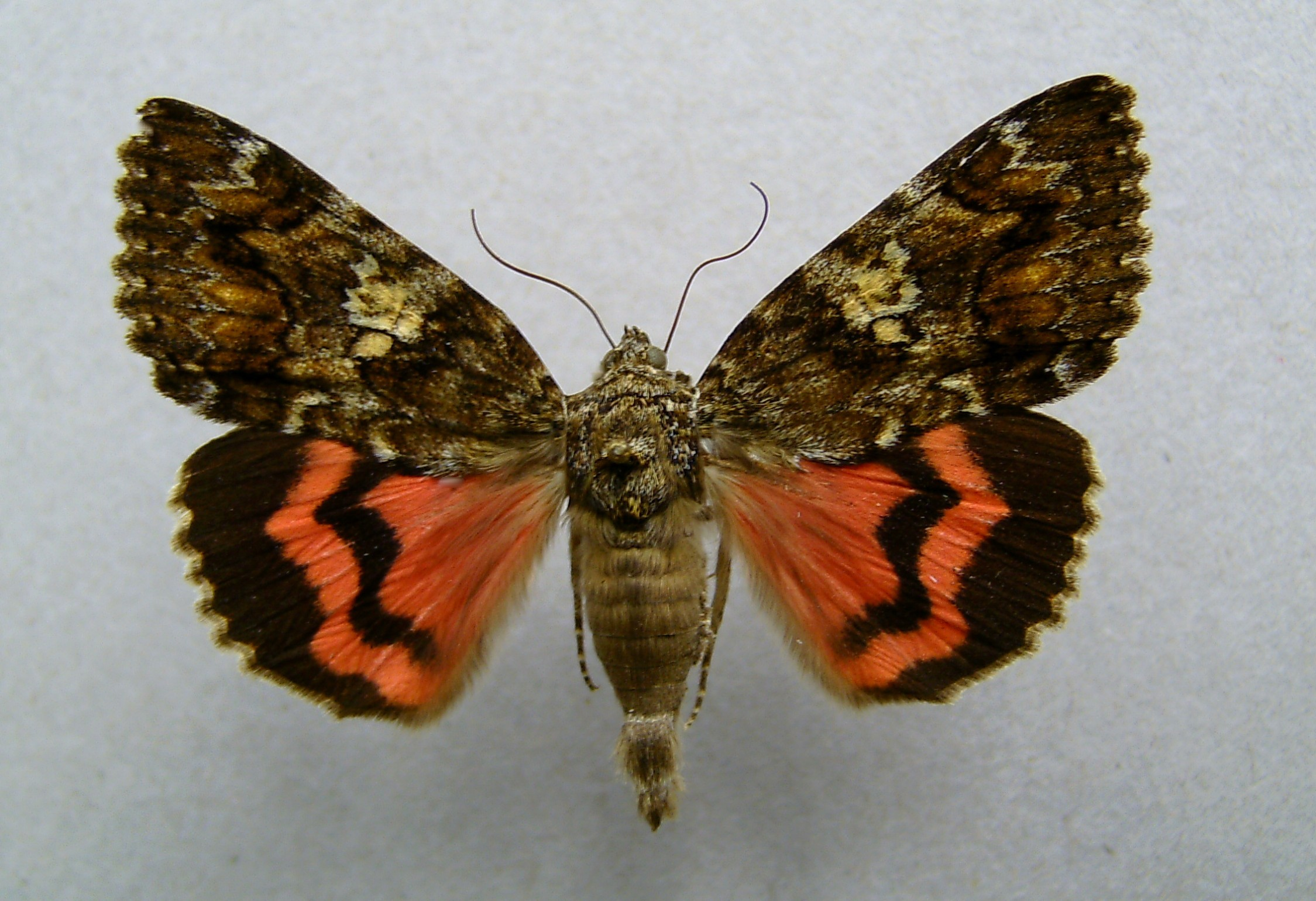
Präparat

Das Große Eichenkarmin (Catocala sponsa) ist ein Schmetterling (Nachtfalter) aus der Familie der Eulenfalter (Erebidae).

## Merkmale
Die Falter erreichen eine Vorderflügellänge von 30–35 mm und eine Flügelspannweite von etwa 65–73 mm. Die Vorderflügel sind braungrau oder braun mit schwarzen und hellen Einmischungen. Den größten Kontrast bilden die großen, weiß umrandeten Nierenmakel mit einem weißen Fleck darunter, zwischen den kräftig gezeichneten, äußeren und inneren Querlinien. Im Saumbereich ist die äußere Querlinie doppelt angelegt. Die Hinterflügel sind leuchtend rot mit zwei schwarzen Bändern. Das eine ist breit und am Saum der Flügel zu finden, während das andere schmaler erscheint und zweimal scharf gewinkelt ist.
Es gibt verschiedene Formen dieser Art, die sich im Aussehen unterscheiden. Z. B. hat die Form f. desponsa gelbe Hinterflügel.

### Ähnliche Arten
- Weidenkarmin (Catocala electa) (Vieweg, 1790)
- Pappelkarmin (Catocala elocata) (Esper, 1787)
- Rotes Ordensband (Catocala nupta) (Linnaeus, 1767)
- Bruchweidenkarmin (Catocala pacta) (Linnaeus, 1758)
- Kleines Eichenkarmin (Catocala promissa) (Dennis & Schiffermüller, 1775)

## Geographische Verbreitung und Lebensraum
Man findet diese stenöke Art nur dort, wo alte Eichen stehen, also in Eichenwäldern, Laubmischwäldern, in alten Gärten und Parks inselartig in ganz Europa. Im Norden scheint diese Art aber weniger häufig als im Süden.

## Entwicklung
Der nachtaktive Falter fliegt zwischen Mitte Juli und Mitte September nach der größten Sommerhitze. Man kann sie am besten beobachten, wenn sie sich nachts neben Lichtquellen niederlassen. Sie verhalten sich so ruhig, dass man sie dann sogar vorsichtig in die Hand nehmen kann. Die Raupenzeit liegt zwischen Mai und Juni. Die Eier überwintern. Aus diesen schlüpfen die Raupen, wenn auch die ersten Triebe sprießen. Die Verpuppung geschieht am Boden, wo ein graues Gespinst gebaut wird.

## Lebensweise
Die Falter trinken mittels ihres Saugrüssels gelegentlich Baumsäfte und können – wie alle Ordensbandarten – leicht mit einem Köder angelockt werden.